# Налог на тампоны
Налог на тампоны (тампоновый налог) — термин, используемый для привлечения внимания к тампонам и другим предметам женской гигиены, которые облагаются налогом на добавленную стоимость (НДС) или налогом с продаж, а не освобождаются от налога как предметы первой необходимости. Сторонники освобождения от налогов утверждают, что тампоны, менструальные прокладки, менструальные чаши и аналогичные продукты представляют собой основные, неизбежные потребности женщин, а любые дополнительные налоги представляют собой розовый налог.
Раз утверждается, что женские гигиенические товары являются товарами первой необходимости, они должны классифицироваться наряду с прочими подобными освобождёнными от налогов предметами первой необходимости, такими как продукты питания и личные медицинские принадлежности. По оценкам Би-би-си, женщинам необходимо использовать средства женской гигиены примерно неделю каждый месяц на протяжении примерно 50 лет. По данным Американской медицинской ассоциации, за всю жизнь необходимо более 17 000 предметов менструальной гигиены, что составляет около 2 000 долларов. Исследование Стэнфордского университета показало, что в среднем женщина в течение жизни тратит около 18 000 долларов на гигиенические средства для менструального цикла. Хотя политика налога с продаж различается в разных юрисдикциях, гигиенические продукты, как правило, облагаются налогом по той же ставке, что и товары не первой необходимости, например, в Соединённых Штатах, в то время как другие страны, такие как Великобритания и Ирландия, снизили или отменили общий налог на потребление гигиенических товаров. На вопрос об эквивалентных исключениях для мужчин сторонники утверждают, что никакие мужские средства, включая презервативы, не сопоставимы с женскими средствами гигиены, поскольку менструация является биологическим процессом, а «женская гигиена не является выбором». Однако другие возражают, что другие предметы первой необходимости, такие как туалетная бумага, по-прежнему облагаются налогом во многих странах, например, в Великобритании он составляет 20 % (однако этот налог касается всех, а не только женщин). Поскольку подавляющее большинство потребителей женских гигиенических средств составляют женщины, повышенная стоимость подвергается критике как дискриминационная по отношению к ним.
Налог на тампоны не является специальным налогом, взимаемым непосредственно с предметов женской гигиены.
Примерно с 2004 года многие страны отменили или снизили налоги с продаж тампонов и прокладок, в том числе Кения, Канада, Индия, Колумбия, Австралия, Германия и Руанда.
Напротив, в части стран на ноябрь 2018 года средства менструальной гигиенты облагались налогом по ставкам, идентичным ставкам на табачную и алкогольную продукцию: Венгрия — 27 %; Дания, Хорватия и Швеция — 25 %; Финляндия — 24 %; Италия — 22 %; Чешская Республика, Латвия, Литва — 21 %, Болгария — 20 %; Германия, Румыния — 20 %; Люксембург — 17 %.
В России тампоны, прокладки и детские подгузники облагаются по пониженной 10-процентной ставке, при этом налогом не облагаются, например, микроскопы и очки.

## Активизм
Согласно эссе Глории Стайнем «Если бы у мужчин была менструация» 1978 года, если бы у мужчин была менструация, соответствующие гигиенические средства распространялись бы бесплатно. При описании ситуации как дискриминативной отмечается, что налогом как лекарство от эректильной дисфункции не облагается «Виагра», или спермицидные презервативы.
Сторонники бесплатных средств гигиены для менструального цикла Free the Tampon подсчитали, что предоставление тампонов и прокладок в туалетах школ и предприятий обойдется менее чем в 5 долларов в год на одного пользователя.
Активисты United for Access организовали петицию и марш, чтобы оказать давление на Министерство образования США с целью искоренить в США менструальную бедность. Они призвали правительство рассматривать средства гигиены для менструального цикла как предметы первой необходимости, поддерживать политику, которая защищает менструирующих учащихся и финансировать приобретение средств гигиены для менструального цикла для раздачи в школьных туалетах. Кампания была создана в партнерстве с некоммерческой организацией против бедности, основанной социальной предпринимательницей Надей Окамото. Окамото также автор книги «Сила месячных: манифест менструального движения», в которой основное внимание уделяется пропаганде против «налога на тампоны». Когда Окамото был 21 год, она возглавила организацию, которая 19 октября 2019 года провела первый в истории Национальный день менструации, целью которого было подтолкнуть законодателей к отмене «налога на тампоны». В Национальный день 2019 года организация поддержала местных организаторов в проведении 60 митингов во всех 50 штатах США.
Другие кампании, такие как #Freeperiods, призывают к государственной политике по предоставлению средств женской гигиены. #Freeperiods была начата Амикой Джордж, которая инициировала петицию, направленную на то, чтобы побудить правительство Великобритании предоставлять малообеспеченным семьям субсидированные средства гигиены для менструального цикла. Инициатива объединилась с проектом The Red Box Project — общественной инициативой, которая предоставляет бесплатные средства первой необходимости и нижнее бельё молодым женщинам, испытывающим финансовые трудности. Red Box Projects отмечает важность своей инициативы, поскольку, согласно #Freeperiods, одна из 10 девочек не может позволить себе купить средства гигиены для менструального цикла, а более 137 000 девочек пропустили школу из-за менструальной бедности.
В 2018 году Шотландия стала первой страной, которая предоставила бесплатные средства женской гигиены учащимся школ и университетов. Кроме того, другие страны продвинулись вперёд в реализации политики по обеспечению средствами гигиены и отмене налогов на средства женской гигиены. Кения и Уганда пошли дальше и отменили налоги на эту продукцию. Кроме того, правительство Кении также финансирует школы, предоставляющие прокладки (с 2004 года — иначе девочки пропускали школу).